# Copa Libertadores 1979
La Copa Libertadores 1979 fue la vigésima edición del torneo de clubes más importante de América del Sur, organizado por la Confederación Sudamericana de Fútbol, en la que participaron equipos de diez países sudamericanos: Argentina, Bolivia, Brasil, Chile, Colombia, Ecuador, Paraguay, Perú, Uruguay y Venezuela.
Olimpia de Paraguay se consagró campeón por primera vez en su historia tras derrotar por 2-0 en la final al entonces bicampeón vigente Boca Juniors, transformándose así en el primer —y hasta la fecha, único— club paraguayo en lograr un título en la competición. Gracias a ello, disputó la Copa Intercontinental 1979 frente a Malmö de Suecia, y la Copa Interamericana 1980 ante FAS de El Salvador. Clasificó, también, a la segunda fase de la Copa Libertadores 1980.

## Formato
La competición se disputó bajo el mismo formato que se venía utilizando desde la edición de 1974. El campeón vigente accedió de manera directa a la segunda fase, mientras que los 20 equipos restantes disputaron la primera. En ella, los clubes fueron divididos en cinco grupos de 4 equipos cada uno de acuerdo a sus países de origen, de manera que los dos representantes de una misma asociación nacional debían caer en la misma zona. El ganador de cada uno de los cinco grupos clasificó a la segunda fase, uniéndose al campeón vigente, estableciéndose dos zonas de 3 equipos. El primer posicionado en cada una de ellas accedió a la final, que se llevó a cabo en encuentros de ida y vuelta, disputándose un partido de desempate en caso de ser necesario.
|                           |                           | Equipos que entran en esta fase                                                                          | Equipos que provienen de la fase anterior |
| ------------------------- | ------------------------- | --- | ----------------------------------------- |
| Primera fase (20 equipos) | Primera fase (20 equipos) | - 2 equipos de Argentina, Bolivia, Brasil, Chile, Colombia, Ecuador, Paraguay, Perú, Uruguay y Venezuela |                                           |
| Segunda fase (6 equipos)  | Segunda fase (6 equipos)  | - 1 equipo, campeón de la Copa Libertadores 1978                                                         | - 5 equipos primeros de la Primera fase   |
| Final (2 equipos)         | Final (2 equipos)         | | - 2 equipos primeros de la Segunda fase   |

## Equipos participantes
En cursiva los equipos debutantes en el torneo.
| País                                | Equipo                             | Vía de clasificación |
| ----------------------------------- | ---------------------------------- | --- |
| Argentina 2 cupos + campeón vigente | Boca Juniors Quilmes Independiente | Campeón de la Copa Libertadores 1978 Campeón del Campeonato Metropolitano 1978 Campeón del Campeonato Nacional 1978                                        |
| Bolivia 2 cupos                     | Bolívar Jorge Wilstermann          | Campeón del Campeonato de Primera División 1978 Subcampeón del Campeonato de Primera División 1978                                                         |
| Brasil 2 cupos                      | Guarani Palmeiras                  | Campeón del Campeonato Brasileño de 1978 Subcampeón del Campeonato Brasileño de 1978                                                                       |
| Chile 2 cupos                       | Palestino O'Higgins                | Campeón del Campeonato de Primera División 1978 Ganador de la Liguilla Pre-Libertadores 1978                                                               |
| Colombia 2 cupos                    | Millonarios Deportivo Cali         | Campeón del Campeonato Colombiano 1978 Subcampeón del Campeonato Colombiano 1978                                                                           |
| Ecuador 2 cupos                     | El Nacional Técnico Universitario  | Campeón del Campeonato Ecuatoriano de 1978 Subcampeón del Campeonato Ecuatoriano de 1978                                                                   |
| Paraguay 2 cupos                    | Olimpia Sol de América             | Campeón del Campeonato Paraguayo de 1978 Ganador del Play-Offs entre el Subcampeón del Campeonato Paraguayo de 1978 y el Campeón del Torneo República 1978 |
| Perú 2 cupos                        | Alianza Lima Universitario         | Campeón del Campeonato Descentralizado 1978 Subcampeón del Campeonato Descentralizado 1978                                                                 |
| Uruguay 2 cupos                     | Peñarol Nacional                   | 1.º puesto de la Liguilla Pre-Libertadores de América de 1978 2.º puesto de la Liguilla Pre-Libertadores de América de 1978                                |
| Venezuela 2 cupos                   | Portuguesa Deportivo Galicia       | Campeón de la Primera División Venezolana 1978 Subcampeón de la Primera División Venezolana 1978                                                           |

### Distribución geográfica de los equipos
Distribución geográfica de las sedes de los equipos participantes:

## Primera fase

### Grupo 1
| Equipo         | Pts. | PJ | PG | PE | PP | GF | GC | DG |
| -------------- | ---- | -- | -- | -- | -- | -- | -- | -- |
| Independiente  | 9    | 6  | 4  | 1  | 1  | 12 | 6  | 6  |
| Deportivo Cali | 7    | 6  | 3  | 1  | 2  | 8  | 7  | 1  |
| Millonarios    | 6    | 6  | 2  | 2  | 2  | 8  | 11 | –3 |
| Quilmes        | 2    | 6  | 1  | 0  | 5  | 7  | 11 | –4 |

| \| Fecha \| Lugar \| Local \| Resultado \| Visitante \| \| ----------- \| ---------- \| -------------- \| --------- \| -------------- \| \| 14 de marzo \| Quilmes \| Quilmes \| 1:2 \| Independiente \| \| 14 de marzo \| Bogotá \| Millonarios \| 1:1 \| Deportivo Cali \| \| 20 de marzo \| Bogotá \| Millonarios \| 3:3 \| Independiente \| \| 20 de marzo \| Cali \| Deportivo Cali \| 3:2 \| Quilmes \| \| 23 de marzo \| Cali \| Deportivo Cali \| 1:0 \| Independiente \| \| 23 de marzo \| Bogotá \| Millonarios \| 1:0 \| Quilmes \| \| 4 de abril \| Avellaneda \| Independiente \| 2:0 \| Quilmes \| \| 4 de abril \| Cali \| Deportivo Cali \| 2:0 \| Millonarios \| \| 10 de abril \| Quilmes \| Quilmes \| 1:2 \| Millonarios \| \| 10 de abril \| Avellaneda \| Independiente \| 1:0 \| Deportivo Cali \| \| 13 de abril \| Quilmes \| Quilmes \| 3:1 \| Deportivo Cali \| \| 13 de abril \| Avellaneda \| Independiente \| 4:1 \| Millonarios \| |            |                |           |                |
| Fecha | Lugar      | Local          | Resultado | Visitante      |
| 14 de marzo | Quilmes    | Quilmes        | 1:2       | Independiente  |
| 14 de marzo | Bogotá     | Millonarios    | 1:1       | Deportivo Cali |
| 20 de marzo | Bogotá     | Millonarios    | 3:3       | Independiente  |
| 20 de marzo | Cali       | Deportivo Cali | 3:2       | Quilmes        |
| 23 de marzo | Cali       | Deportivo Cali | 1:0       | Independiente  |
| 23 de marzo | Bogotá     | Millonarios    | 1:0       | Quilmes        |
| 4 de abril | Avellaneda | Independiente  | 2:0       | Quilmes        |
| 4 de abril | Cali       | Deportivo Cali | 2:0       | Millonarios    |
| 10 de abril | Quilmes    | Quilmes        | 1:2       | Millonarios    |
| 10 de abril | Avellaneda | Independiente  | 1:0       | Deportivo Cali |
| 13 de abril | Quilmes    | Quilmes        | 3:1       | Deportivo Cali |
| 13 de abril | Avellaneda | Independiente  | 4:1       | Millonarios    |

### Grupo 2
| Equipo            | Pts. | PJ | PG | PE | PP | GF | GC | DG  |
| ----------------- | ---- | -- | -- | -- | -- | -- | -- | --- |
| Olimpia           | 10   | 6  | 5  | 0  | 1  | 13 | 5  | 8   |
| Bolívar           | 9    | 6  | 4  | 1  | 1  | 18 | 7  | 11  |
| Sol de América    | 5    | 6  | 2  | 1  | 3  | 9  | 12 | –3  |
| Jorge Wilstermann | 0    | 6  | 0  | 0  | 6  | 5  | 21 | –16 |

| \| Fecha \| Lugar \| Local \| Resultado \| Visitante \| \| ----------- \| ---------- \| ----------------- \| --------- \| ----------------- \| \| 23 de marzo \| Asunción \| Olimpia \| 2:1 \| Sol de América \| \| 25 de marzo \| La Paz \| Bolívar \| 4:0 \| Jorge Wilstermann \| \| 29 de marzo \| Cochabamba \| Jorge Wilstermann \| 0:2 \| Olimpia \| \| 29 de marzo \| La Paz \| Bolívar \| 4:1 \| Sol de América \| \| 2 de abril \| Santa Cruz \| Jorge Wilstermann \| 2:3 \| Sol de América \| \| 3 de abril \| La Paz \| Bolívar \| 2:1 \| Olimpia \| \| 5 de abril \| Asunción \| Sol de América \| 0:1 \| Olimpia \| \| 5 de abril \| La Paz \| Jorge Wilstermann \| 0:6 \| Bolívar \| \| 8 de abril \| Asunción \| Olimpia \| 4:2 \| Jorge Wilstermann \| \| 11 de abril \| Asunción \| Sol de América \| 2:1 \| Jorge Wilstermann \| \| 15 de abril \| Asunción \| Sol de América \| 2:2 \| Bolívar \| \| 18 de abril \| Asunción \| Olimpia \| 3:0 \| Bolívar \| |            |                   |           |                   |
| Fecha | Lugar      | Local             | Resultado | Visitante         |
| 23 de marzo | Asunción   | Olimpia           | 2:1       | Sol de América    |
| 25 de marzo | La Paz     | Bolívar           | 4:0       | Jorge Wilstermann |
| 29 de marzo | Cochabamba | Jorge Wilstermann | 0:2       | Olimpia           |
| 29 de marzo | La Paz     | Bolívar           | 4:1       | Sol de América    |
| 2 de abril | Santa Cruz | Jorge Wilstermann | 2:3       | Sol de América    |
| 3 de abril | La Paz     | Bolívar           | 2:1       | Olimpia           |
| 5 de abril | Asunción   | Sol de América    | 0:1       | Olimpia           |
| 5 de abril | La Paz     | Jorge Wilstermann | 0:6       | Bolívar           |
| 8 de abril | Asunción   | Olimpia           | 4:2       | Jorge Wilstermann |
| 11 de abril | Asunción   | Sol de América    | 2:1       | Jorge Wilstermann |
| 15 de abril | Asunción   | Sol de América    | 2:2       | Bolívar           |
| 18 de abril | Asunción   | Olimpia           | 3:0       | Bolívar           |

### Grupo 3
| Equipo        | Pts. | PJ | PG | PE | PP | GF | GC | DG  |
| ------------- | ---- | -- | -- | -- | -- | -- | -- | --- |
| Guarani       | 10   | 6  | 5  | 0  | 1  | 16 | 5  | 11  |
| Universitario | 8    | 6  | 4  | 0  | 2  | 15 | 15 | 0   |
| Palmeiras     | 6    | 6  | 3  | 0  | 3  | 15 | 11 | 4   |
| Alianza Lima  | 0    | 6  | 0  | 0  | 6  | 5  | 20 | –15 |

| \| Fecha \| Lugar \| Local \| Resultado \| Visitante \| \| ------------- \| --------- \| ------------- \| --------- \| ------------- \| \| 24 de febrero \| Lima \| Alianza Lima \| 3:6 \| Universitario \| \| 28 de febrero \| Lima \| Alianza Lima \| 0:3 \| Guarani \| \| 3 de marzo \| Lima \| Universitario \| 3:0 \| Guarani \| \| 10 de marzo \| Lima \| Alianza Lima \| 2:4 \| Palmeiras \| \| 13 de marzo \| Lima \| Universitario \| 2:5 \| Palmeiras \| \| 21 de marzo \| Lima \| Universitario \| 1:0 \| Alianza Lima \| \| 25 de marzo \| São Paulo \| Palmeiras \| 1:4 \| Guarani \| \| 7 de abril \| Campinas \| Guarani \| 2:0 \| Alianza Lima \| \| 8 de abril \| São Paulo \| Palmeiras \| 1:2 \| Universitario \| \| 11 de abril \| Campinas \| Guarani \| 6:1 \| Universitario \| \| 12 de abril \| São Paulo \| Palmeiras \| 4:0 \| Alianza Lima \| \| 15 de abril \| Campinas \| Guarani \| 1:0 \| Palmeiras \| |           |               |           |               |
| Fecha | Lugar     | Local         | Resultado | Visitante     |
| 24 de febrero | Lima      | Alianza Lima  | 3:6       | Universitario |
| 28 de febrero | Lima      | Alianza Lima  | 0:3       | Guarani       |
| 3 de marzo | Lima      | Universitario | 3:0       | Guarani       |
| 10 de marzo | Lima      | Alianza Lima  | 2:4       | Palmeiras     |
| 13 de marzo | Lima      | Universitario | 2:5       | Palmeiras     |
| 21 de marzo | Lima      | Universitario | 1:0       | Alianza Lima  |
| 25 de marzo | São Paulo | Palmeiras     | 1:4       | Guarani       |
| 7 de abril | Campinas  | Guarani       | 2:0       | Alianza Lima  |
| 8 de abril | São Paulo | Palmeiras     | 1:2       | Universitario |
| 11 de abril | Campinas  | Guarani       | 6:1       | Universitario |
| 12 de abril | São Paulo | Palmeiras     | 4:0       | Alianza Lima  |
| 15 de abril | Campinas  | Guarani       | 1:0       | Palmeiras     |

### Grupo 4
| Equipo            | Pts. | PJ | PG | PE | PP | GF | GC | DG  |
| ----------------- | ---- | -- | -- | -- | -- | -- | -- | --- |
| Palestino         | 10   | 6  | 4  | 2  | 0  | 16 | 2  | 14  |
| O'Higgins         | 7    | 6  | 2  | 3  | 1  | 10 | 4  | 6   |
| Portuguesa        | 4    | 6  | 0  | 4  | 2  | 4  | 12 | –8  |
| Deportivo Galicia | 3    | 6  | 0  | 3  | 3  | 3  | 15 | –12 |

| \| Fecha \| Lugar \| Local \| Resultado \| Visitante \| \| ------------- \| -------- \| ----------------- \| --------- \| ----------------- \| \| 28 de febrero \| Rancagua \| O'Higgins \| 1:1 \| Palestino \| \| 11 de marzo \| Caracas \| Deportivo Galicia \| 1:1 \| Portuguesa \| \| 18 de marzo \| Caracas \| Deportivo Galicia \| 1:1 \| Palestino \| \| 18 de marzo \| Valencia \| Portuguesa \| 1:1 \| O'Higgins \| \| 21 de marzo \| Valencia \| Portuguesa \| 0:2 \| Palestino \| \| 21 de marzo \| Caracas \| Deportivo Galicia \| 0:1 \| O'Higgins \| \| 29 de marzo \| Santiago \| Palestino \| 1:0 \| O'Higgins \| \| 29 de marzo \| Valencia \| Portuguesa \| 1:1 \| Deportivo Galicia \| \| 11 de abril \| Santiago \| Palestino \| 5:0 \| Deportivo Galicia \| \| 11 de abril \| Rancagua \| O'Higgins \| 1:1 \| Portuguesa \| \| 15 de abril \| Santiago \| Palestino \| 6:0 \| Portuguesa \| \| 15 de abril \| Rancagua \| O'Higgins \| 6:0 \| Deportivo Galicia \| |          |                   |           |                   |
| Fecha | Lugar    | Local             | Resultado | Visitante         |
| 28 de febrero | Rancagua | O'Higgins         | 1:1       | Palestino         |
| 11 de marzo | Caracas  | Deportivo Galicia | 1:1       | Portuguesa        |
| 18 de marzo | Caracas  | Deportivo Galicia | 1:1       | Palestino         |
| 18 de marzo | Valencia | Portuguesa        | 1:1       | O'Higgins         |
| 21 de marzo | Valencia | Portuguesa        | 0:2       | Palestino         |
| 21 de marzo | Caracas  | Deportivo Galicia | 0:1       | O'Higgins         |
| 29 de marzo | Santiago | Palestino         | 1:0       | O'Higgins         |
| 29 de marzo | Valencia | Portuguesa        | 1:1       | Deportivo Galicia |
| 11 de abril | Santiago | Palestino         | 5:0       | Deportivo Galicia |
| 11 de abril | Rancagua | O'Higgins         | 1:1       | Portuguesa        |
| 15 de abril | Santiago | Palestino         | 6:0       | Portuguesa        |
| 15 de abril | Rancagua | O'Higgins         | 6:0       | Deportivo Galicia |

### Grupo 5
| Equipo                | Pts. | PJ | PG | PE | PP | GF | GC | DG |
| --------------------- | ---- | -- | -- | -- | -- | -- | -- | -- |
| Peñarol               | 10   | 6  | 4  | 2  | 0  | 10 | 2  | 8  |
| Nacional              | 7    | 6  | 2  | 3  | 1  | 7  | 3  | 4  |
| El Nacional           | 5    | 6  | 2  | 1  | 3  | 6  | 10 | –4 |
| Técnico Universitario | 2    | 6  | 0  | 2  | 4  | 4  | 12 | –8 |

| \| Fecha \| Lugar \| Local \| Resultado \| Visitante \| \| ----------- \| ---------- \| --------------------- \| --------- \| --------------------- \| \| 4 de marzo \| Quito \| El Nacional \| 2:1 \| Técnico Universitario \| \| 7 de marzo \| Montevideo \| Peñarol \| 0:0 \| Nacional \| \| 13 de marzo \| Montevideo \| Peñarol \| 4:0 \| Técnico Universitario \| \| 16 de marzo \| Montevideo \| Nacional \| 2:0 \| Técnico Universitario \| \| 20 de marzo \| Montevideo \| Nacional \| 3:0 \| El Nacional \| \| 23 de marzo \| Montevideo \| Peñarol \| 2:1 \| El Nacional \| \| 28 de marzo \| Montevideo \| Nacional \| 1:1 \| Peñarol \| \| 1 de abril \| Ambato \| Técnico Universitario \| 2:2 \| El Nacional \| \| 5 de abril \| Ambato \| Técnico Universitario \| 0:1 \| Peñarol \| \| 5 de abril \| Quito \| El Nacional \| 1:0 \| Nacional \| \| 8 de abril \| Quito \| El Nacional \| 0:2 \| Peñarol \| \| 8 de abril \| Ambato \| Técnico Universitario \| 1:1 \| Nacional \| |            |                       |           |                       |
| Fecha | Lugar      | Local                 | Resultado | Visitante             |
| 4 de marzo | Quito      | El Nacional           | 2:1       | Técnico Universitario |
| 7 de marzo | Montevideo | Peñarol               | 0:0       | Nacional              |
| 13 de marzo | Montevideo | Peñarol               | 4:0       | Técnico Universitario |
| 16 de marzo | Montevideo | Nacional              | 2:0       | Técnico Universitario |
| 20 de marzo | Montevideo | Nacional              | 3:0       | El Nacional           |
| 23 de marzo | Montevideo | Peñarol               | 2:1       | El Nacional           |
| 28 de marzo | Montevideo | Nacional              | 1:1       | Peñarol               |
| 1 de abril | Ambato     | Técnico Universitario | 2:2       | El Nacional           |
| 5 de abril | Ambato     | Técnico Universitario | 0:1       | Peñarol               |
| 5 de abril | Quito      | El Nacional           | 1:0       | Nacional              |
| 8 de abril | Quito      | El Nacional           | 0:2       | Peñarol               |
| 8 de abril | Ambato     | Técnico Universitario | 1:1       | Nacional              |

## Segunda fase

### Grupo A
| Equipo        | Pts. | PJ | PG | PE | PP | GF | GC | DG |
| ------------- | ---- | -- | -- | -- | -- | -- | -- | -- |
| Boca Juniors  | 5    | 4  | 2  | 1  | 1  | 3  | 1  | 2  |
| Independiente | 5    | 4  | 2  | 1  | 1  | 2  | 2  | 0  |
| Peñarol       | 2    | 4  | 0  | 2  | 2  | 0  | 2  | –2 |

| \| Fecha \| Lugar \| Local \| Resultado \| Visitante \| \| ----------- \| ------------ \| ------------- \| --------- \| ------------- \| \| 10 de mayo \| Montevideo \| Peñarol \| 0:0 \| Independiente \| \| 16 de mayo \| Buenos Aires \| Boca Juniors \| 1:0 \| Peñarol \| \| 13 de junio \| Avellaneda \| Independiente \| 1:0 \| Boca Juniors \| \| 20 de junio \| Avellaneda \| Independiente \| 1:0 \| Peñarol \| \| 27 de junio \| Buenos Aires \| Boca Juniors \| 2:0 \| Independiente \| \| 4 de julio \| Montevideo \| Peñarol \| 0:0 \| Boca Juniors \| |              |               |           |               |
| Fecha | Lugar        | Local         | Resultado | Visitante     |
| 10 de mayo | Montevideo   | Peñarol       | 0:0       | Independiente |
| 16 de mayo | Buenos Aires | Boca Juniors  | 1:0       | Peñarol       |
| 13 de junio | Avellaneda   | Independiente | 1:0       | Boca Juniors  |
| 20 de junio | Avellaneda   | Independiente | 1:0       | Peñarol       |
| 27 de junio | Buenos Aires | Boca Juniors  | 2:0       | Independiente |
| 4 de julio | Montevideo   | Peñarol       | 0:0       | Boca Juniors  |

Partido desempate
| Fecha       | Lugar        |              | Resultado  |               |
| ----------- | ------------ | ------------ | ---------- | ------------- |
| 11 de julio | Buenos Aires | Boca Juniors | 1:0 (t.s.) | Independiente |

### Grupo B
| Equipo    | Pts. | PJ | PG | PE | PP | GF | GC | DG |
| --------- | ---- | -- | -- | -- | -- | -- | -- | -- |
| Olimpia   | 7    | 4  | 3  | 1  | 0  | 8  | 2  | 6  |
| Guarani   | 3    | 4  | 0  | 3  | 1  | 4  | 5  | –1 |
| Palestino | 2    | 4  | 0  | 2  | 2  | 2  | 7  | –5 |

| \| Fecha \| Lugar \| Local \| Resultado \| Visitante \| \| ---------- \| -------- \| --------- \| --------- \| --------- \| \| 1 de mayo \| Santiago \| Palestino \| 0:0 \| Guarani \| \| 4 de mayo \| Asunción \| Olimpia \| 2:1 \| Guarani \| \| 9 de mayo \| Santiago \| Palestino \| 0:2 \| Olimpia \| \| 16 de mayo \| Asunción \| Olimpia \| 3:0 \| Palestino \| \| 20 de mayo \| Campinas \| Guarani \| 2:2 \| Palestino \| \| 24 de mayo \| Campinas \| Guarani \| 1:1 \| Olimpia \| |          |           |           |           |
| Fecha | Lugar    | Local     | Resultado | Visitante |
| 1 de mayo | Santiago | Palestino | 0:0       | Guarani   |
| 4 de mayo | Asunción | Olimpia   | 2:1       | Guarani   |
| 9 de mayo | Santiago | Palestino | 0:2       | Olimpia   |
| 16 de mayo | Asunción | Olimpia   | 3:0       | Palestino |
| 20 de mayo | Campinas | Guarani   | 2:2       | Palestino |
| 24 de mayo | Campinas | Guarani   | 1:1       | Olimpia   |

## Final
| Ida; 22 de julio de 1979 | Olimpia                | 2:0 (2:0) | Boca Juniors | Estadio Defensores del Chaco, Asunción                    |                                                           |
|                          | Aquino 3' · Piazza 27' | Reporte   |              | Asistencia: 50 000 espectadores Árbitro(s): Gastón Castro | Asistencia: 50 000 espectadores Árbitro(s): Gastón Castro |

| Vuelta; 27 de julio de 1979 | Boca Juniors | 0:0     | Olimpia | Estadio La Bombonera, Buenos Aires                                 |                                                                    |
|                             |              | Reporte |         | Asistencia: 65 000 espectadores Árbitro(s): Juan Daniel Cardellino | Asistencia: 65 000 espectadores Árbitro(s): Juan Daniel Cardellino |

|                             |
|                             |
| Campeón Olimpia 1.er título |

## Estadísticas

### Goleadores
| Jugador            | Club          | Goles |
| ------------------ | ------------- | ----- |
| Miltão             | Guarani       | 6     |
| Juan José Oré      | Universitario | 6     |
| Antonio Alzamendi  | Independiente | 5     |
| Carlos Espínola    | Bolívar       | 5     |
| Evaristo Isasi     | Olimpia       | 5     |
| Jorge Mendonça     | Palmeiras     | 5     |
| Jesús Reynaldo     | Bolívar       | 5     |
| Hugo Talavera      | Olimpia       | 5     |
| Enrique Villalba   | Olimpia       | 5     |
| Zenon              | Guarani       | 5     |
| Miguel Aguilar     | Bolívar       | 4     |
| Juan José Irigoyen | Millonarios   | 4     |
| Sergio Messen      | Palestino     | 4     |
| Fernando Morena    | Peñarol       | 4     |
| Norberto Outes     | Independiente | 4     |